# House of Music Entertainment
House of Music Entertainment ist ein von Alex Kilb im Jahr 1995 gegründetes Musikproduktions- und Vermarktungsunternehmen aus Winterbach bei Stuttgart mit hauseigenem Tonstudio. Angeschlossen an das Unternehmen ist u. a. eine Künstlermanagement-Abteilung und ein Musikverlag, sowie die Label Unsubmissive Records, Wegetfamous!, Popmissive Records, Southside Records, Playa y Cala, sowie M1 Recordings.

## Geschichte
In den Jahren 1998–2003 bestand eine enge Zusammenarbeit mit Edel Music. 2003–2006 erfolgte die Vermarktung exklusiv über Universal Music, in den folgenden Jahren von 2007–2009 mit Sony Music Deutschland. Seit 2011 vermarktet House of Music Entertainment die hausinternen Musiklabel in Zusammenarbeit mit Kontor New Media.
House of Music Entertainment versteht sich als nachwuchsförderndes Unternehmen und betreibt im Kern den Künstleraufbau, sowie die musikalische Projektentwicklung in den Bereichen Pop, Dance und Pop-Rock bis hin zu Schlager, wodurch jungen Nachwuchskünstlern die Möglichkeit geboten wird, ihre musikalische Ausrichtung marktgerecht zu entwickeln und ihren Aufbau und die Vermarktung zu gewährleisten. Bei House of Music bestand in der Vergangenheit Zusammenarbeit mit Künstlern wie David Sterry (Real Life), Kurtis Blow, Dario G, Intrance feat. D-Sign, Mythos 'n DJ Cosmo, Ayla, Ferry Corsten, DJ Quicksilver, Watergate, Hannah Trigwell, Giovanni Zarrella, Debbie Rockt! und anderen.
Aktuell besteht eine Zusammenarbeit mit Nachwuchskünstlern wie Juno im Park, Mutwillig, DNSTY, Yahya Saeed, MC Bruddaal und Old Johnny’s Crew.

## House of Music Studios
Im hauseigenen Tonstudio nahmen bereits einige namhafte Künstler ihre Alben oder Teile davon auf, produzierten, mischten oder masterten diese. Darunter waren unter anderem: Die Fantastischen Vier, Krokus, Keane, Cassandra Steen, Debbie Rockt!, Giovanni Zarrella, Helloween, Itchy Poopzkid, Liquido, Martin Kesici, Pink Cream 69, Primal Fear und Ray Wilson.

## Chartplatzierungen als produzierendes Unternehmen
| Jahr | Titel                                | Höchstplatzierung, Gesamtwochen, AuszeichnungChartplatzierungen (Jahr, Titel, Platzierungen, Wochen, Auszeichnungen, Anmerkungen) | Höchstplatzierung, Gesamtwochen, AuszeichnungChartplatzierungen (Jahr, Titel, Platzierungen, Wochen, Auszeichnungen, Anmerkungen) | Höchstplatzierung, Gesamtwochen, AuszeichnungChartplatzierungen (Jahr, Titel, Platzierungen, Wochen, Auszeichnungen, Anmerkungen) | Anmerkungen                |
| Jahr | Titel                                | DE | AT | CH | Anmerkungen                |
| ---- | ------------------------------------ | --- | --- | --- | -------------------------- |
| 1993 | Te quiero                            | DE16 (20 Wo.)DE | — | — | Erstveröffentlichung: 1993 |
| 1994 | Visions of Love                      | — | — | CH41 (2 Wo.)CH | Erstveröffentlichung: 1994 |
| 1997 | Te quiero ’97                        | DE63 (5 Wo.)DE | — | — | Erstveröffentlichung: 1997 |
| 1998 | Ayla Part II                         | DE56 (8 Wo.)DE | — | — | Erstveröffentlichung: 1998 |
| 1998 | Liebe                                | DE51 (9 Wo.)DE | — | — | Erstveröffentlichung: 1998 |
| 1999 | Nirwana (Album)                      | — | — | — | Erstveröffentlichung: 1999 |
| 1999 | Ayla                                 | — | — | — | Erstveröffentlichung: 1996 |
| 1999 | The heart of the ocean (Titanic)     | DE19 (9 Wo.)DE | — | — | Erstveröffentlichung: 1999 |
| 1999 | Unchained Melody                     | DE51 (6 Wo.)DE | — | — | Erstveröffentlichung: 1999 |
| 1999 | Send me an angel                     | DE57 (6 Wo.)DE | — | CH87 (3 Wo.)CH | Erstveröffentlichung: 1999 |
| 2000 | Hymn                                 | DE68 (1 Wo.)DE | — | — | Erstveröffentlichung: 2000 |
| 2000 | When winter calls                    | DE87 (1 Wo.)DE | — | — | Erstveröffentlichung: 2000 |
| 2001 | We hate to rock                      | DE41 (6 Wo.)DE | AT64 (3 Wo.)AT | — | Erstveröffentlichung: 2001 |
| 2002 | Ong-Diggi-Dong?                      | DE44 (7 Wo.)DE | AT48 (5 Wo.)AT | — | Erstveröffentlichung: 2002 |
| 2002 | In Africa                            | DE78 (3 Wo.)DE | — | — | Erstveröffentlichung: 2002 |
| 2002 | Heaven is closer (Feels like heaven) | DE57 (4 Wo.)DE | AT42 (6 Wo.)AT | CH87 (3 Wo.)CH | Erstveröffentlichung: 2002 |
| 2002 | A neverendíng dream                  | DE68 (2 Wo.)DE | — | — | Erstveröffentlichung: 2002 |
| 2003 | Fotonovela                           | DE37 (8 Wo.)DE | — | — | Erstveröffentlichung: 2003 |
| 2003 | Sun is coming out                    | DE57 (4 Wo.)DE | — | — | Erstveröffentlichung: 2003 |
| 2003 | Love is a battlefield                | DE86 (1 Wo.)DE | — | — | Erstveröffentlichung: 2003 |
| 2007 | Ich rocke                            | DE53 (5 Wo.)DE | AT63 (2 Wo.)AT | — | Erstveröffentlichung: 2007 |
| 2007 | Nie mehr Schule + Popp Song          | DE51 (6 Wo.)DE | AT46 (5 Wo.)AT | — | Erstveröffentlichung: 2007 |
| 2007 | Egal was ist (Album)                 | DE73 (1 Wo.)DE | — | — | Erstveröffentlichung: 2007 |